# Combo-Laufwerk

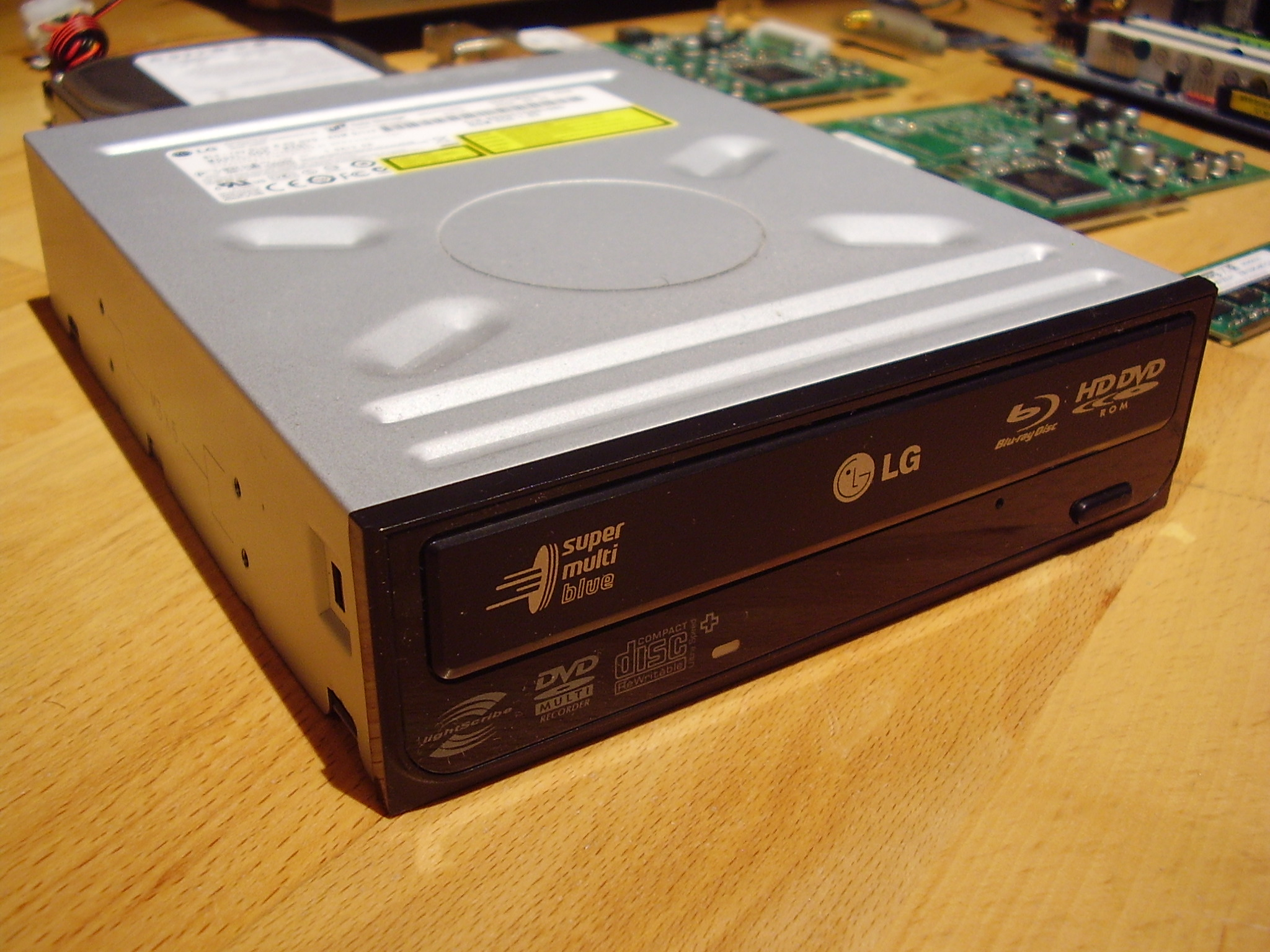
Combo-Laufwerk von LG:
HD DVD – lesen
Blu-ray – lesen
DVD – lesen/schreiben

Ein Combo-Laufwerk oder Combo-Drive ist ein DVD- und CD-Laufwerk, das DVDs und CDs lesen, aber nur CD-R und CD-RW brennen (beschreiben) kann. Der Begriff wird mittlerweile auch benutzt für Blu-ray-Laufwerke, die Blu-rays, DVDs und CDs lesen, aber nur DVDs/CDs beschreiben können.
Das Wort Combo-Drive wurde ursprünglich von Apple für die eigene Baureihe benutzt, wurde aber später von anderen Herstellern übernommen. Apple bezeichnet ein Laufwerk, das DVDs auch brennen kann, als SuperDrive.
Häufig können diese Combos nicht alle DVDs korrekt lesen. Es wird insbesondere davon berichtet, dass selbstgebrannte DVDs nicht gelesen werden.